# Hareid
Hareid är en tätort och kyrkby som utgör centralort i Hareids kommun i Møre og Romsdal fylke i västra Norge. Orten ligger där fylkesväg 61 möter fylkesväg 5886 och fylkesväg 5888, på den östra delen av ön Hareidlandet. Här finns Hareids kyrka.

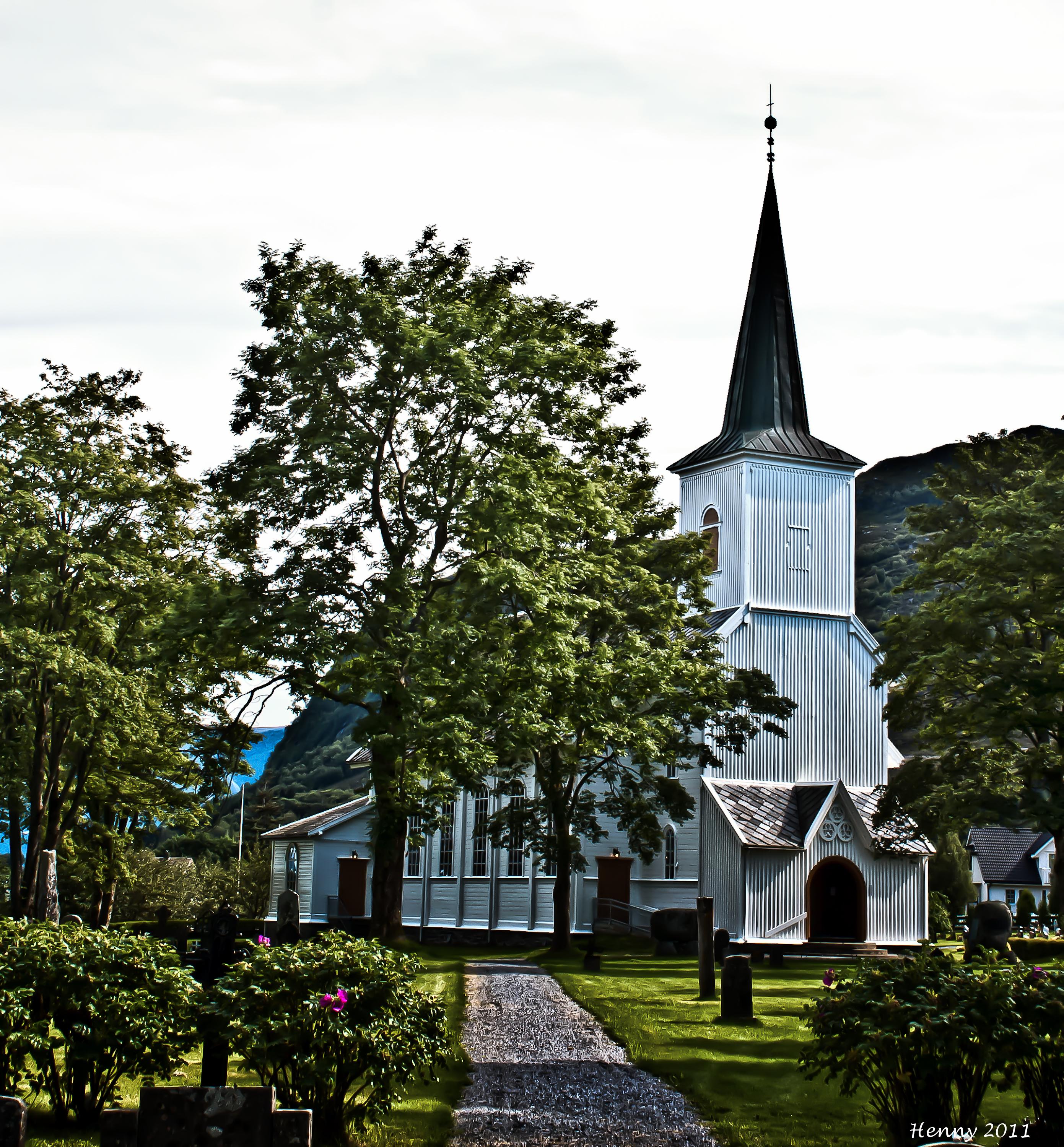
Hareids kyrka.